# ELV1S: 30 No. 1 Hits
| 전문가 평가                   | 전문가 평가 |
| 평가 점수                     | 평가 점수   |
| 출처                          | 점수        |
| ----------------------------- | ----------- |
| AllMusic                      | [ 2 ]       |
| Robert Christgau              | A+          |
| Entertainment Weekly          | A−          |
| Encyclopedia of Popular Music | [ 5 ]       |
| Jam!                          | unfavorable |
| Rolling Stone                 | [ 7 ]       |

《ELV1S: 30 No. 1 Hits》는 2002년 9월 24일, RCA 레코드에 의해 발매된 미국의 로큰롤 가수 엘비스 프레슬리의 곡들을 모은 컴필레이션 음반이다. 이 음반은 그 해 초에 발매되었고, 영국, 호주에서 1위에 올랐고, 20개 이상의 국가에서 1위를 차지한 JXL의 〈A Little Less Conversation〉의 리믹스를 특징으로 하는 최초의 엘비스 프레슬리 음반이다.
그 다음 해에 《Elvis: 2nd to None》이라는 컴필레이션 음반이 발매되었다. 2003년까지 이 음반은 15개 이상의 지역에서 인증을 받았고 전 세계적으로 수백만 장이 팔렸다. 가장 최근의 인증인 6배 플래티넘 상은 6백만 장 이상의 미국 판매량에 대해 2018년 3월 8일 미국 음반 산업 협회에 의해 발표되었다.

## 배경
《ELV1S: 30 No. 1 Hits》는 에른스트 미카엘 요르겐센과 로저 세몬에 의해 《빌보드》, 《캐시박스》, 《뉴 뮤지컬 익스프레스》, 그리고 《레코드 리테일러》의 팝 싱글 차트의 차트 데이터를 사용하여 수집되었다. 그것이 단지 원디스크 세트이기 때문에 엘비스의 모든 넘버원들이 포함된 것은 아니다. 그것은 엘비스의 사망 25주년을 기념하기 위해 RCA와 BMG에 의한 거대한 캠페인의 일부였다.
그 컴필레이션 음반은 스테레오로 제작되었고 데이비드 벤데스에 의해 처음 13곡 (모노 녹음)의 테드 젠슨과 마지막 16곡의 조지 마리노에 의해 리마스터링되었다. 그 노래들은 레이 바르다니에 의해 설계되었고, 브렌트 스피어에 의해 마스터 테이프로부터 전송되었다. 스테레오로 녹음된 18개의 녹음은 원래의 멀티트랙 녹음으로부터 디지털로 다시 믹싱되었다.
2003년, 이 음반은 최초가 되었고, 지금까지 새롭게 만들어진 DVD 오디오 전용 디스크 포맷으로 발행된 엘비스 음반만이 되었다. 스테레오 트랙들 (1960년 이후)은 처음으로 5.1 서라운드 사운드로 리믹스 되었고, 모노 (1960년 이전)로 녹음된 13개의 트랙들은 리마스터링 되어 시뮬레이션 된 5.1 포맷으로 제시되었다. 이 곡들은 역순으로 제시되었는데, 〈A Little Less Conversation〉이 1번 트랙, 〈Heartbreak Hotel〉이 31번 트랙이다. 또한 세 곡 (〈It's Now or Never〉, 〈Crying in the Chapel〉, 그리고 〈Burning Love〉)의 섹션인 보너스 트랙들이 있는데, 이는 원래의 마스터와 리마스터를 A:B로 비교한 것이다. 2003년에 재발행된 이 음반은 몇몇 곡들의 출력과 리허설이 있는 보너스 디스크가 특징이다. 월마트 발매는 엘비스의 군 후 인터뷰와 함께 보너스 디스크가 있었고, 일본 발매는 〈A Little Less Conversation〉의 세 가지 버전이 있는 보너스 디스크가 있었다.

## 곡 목록
| #   | 제목                                                  | 작사·작곡                                            | 재생 시간 |
| --- | ----------------------------------------------------- | ---------------------------------------------------- | --------- |
| 1.  | 〈Heartbreak Hotel〉                                  | 메이 보렌 액스턴, 토미 더든, 엘비스 프레슬리         | 2:10      |
| 2.  | 〈Don't Be Cruel〉                                    | 오티스 블랙웰, 프레슬리                              | 2:04      |
| 3.  | 〈Hound Dog〉                                         | 제리 리버, 마이크 스톨러                             | 2:16      |
| 4.  | 〈Love Me Tender〉                                    | 켄 다비, 프레슬리                                    | 2:45      |
| 5.  | 〈Too Much〉                                          | 리 로젠버그, 버나드 와인먼                           | 2:33      |
| 6.  | 〈All Shook Up〉                                      | 블랙웰, 프레슬리                                     | 2:00      |
| 7.  | 〈(Let Me Be Your) Teddy Bear〉                       | 칼 만, 버니 로우                                     | 1:48      |
| 8.  | 〈Jailhouse Rock〉                                    | 리버, 스톨러                                         | 2:37      |
| 9.  | 〈Don't〉                                             | 리버, 스톨러                                         | 2:49      |
| 10. | 〈Hard Headed Woman〉                                 | 클로드 디미트리어스                                  | 1:56      |
| 11. | 〈One Night〉                                         | 데이브 바솔로뮤, 펄 킹, 아니타 스타인먼              | 2:33      |
| 12. | 〈(Now and Then There's) A Fool Such as I〉           | 빌 트레이더                                          | 2:40      |
| 13. | 〈A Big Hunk o' Love〉                                | 에런 슈로더, 시드니 와이슈                           | 2:12      |
| 14. | 〈Stuck on You〉                                      | 존 레슬리 맥팔랜드, 슈로더                           | 2:21      |
| 15. | 〈It's Now or Never〉                                 | 에두아르도 디 카푸아, 월리 골드, 슈로더              | 3:15      |
| 16. | 〈Are You Lonesome Tonight?〉                         | 루 핸드먼, 로이 터크                                 | 3:06      |
| 17. | 〈Wooden Heart〉                                      | 버트 캠퍼트, 케이 투미, 벤 와이스먼, 프레드 와이즈   | 1:58      |
| 18. | 〈Surrender〉                                         | 에르네스토 디 커티스, 독 포머스, 모트 슈만           | 1:51      |
| 19. | 〈I(Marie's the Name) His Latest Flame〉              | 포머스, 슈만                                         | 2:10      |
| 20. | 〈Can't Help Falling in Love〉                        | 루이지 크레이토어, 휴고 페레티, 조지 데이비드 웨이스 | 3:01      |
| 21. | 〈Good Luck Charm〉                                   | 골드, 슈로더                                         | 2:26      |
| 22. | 〈She's Not You〉                                     | 리버, 포머스, 스톨러                                 | 2:08      |
| 23. | 〈Return to Sender〉                                  | 블랙웰, 윈필드 스콧                                  | 2:09      |
| 24. | 〈(You're the) Devil in Disguise〉                    | 버니 범, 빌 자이언트, 플로렌스 케이                  | 2:23      |
| 25. | 〈Crying in the Chapel〉                              | 아티 글렌                                            | 2:23      |
| 26. | 〈In the Ghetto〉                                     | 맥 데이비스                                          | 2:45      |
| 27. | 〈Suspicious Minds〉                                  | 마크 제임스                                          | 4:29      |
| 28. | 〈The Wonder of You〉                                 | 베이커 나이트                                        | 2:35      |
| 29. | 〈Burning Love〉                                      | 데니스 린데                                          | 2:50      |
| 30. | 〈Way Down〉                                          | 레잉 마틴 주니어                                     | 2:37      |
| 31. | 〈A Little Less Conversation (JXL Radio Edit Remix)〉 | 데이비스, 빌리 스트레인지                            | 3:33      |

## 인증
| 국가                                                                                         | 인증        | 판매량/출하량 |
| -------------------------------------------------------------------------------------------- | ----------- | ------------- |
| 아르헨티나 (CAPIF)                                                                           | 2× 플래티넘 | 80,000^       |
| 오스트레일리아 (ARIA)                                                                        | 7× 플래티넘 | 490,000^      |
| 오스트리아 (IFPI 오스트리아)                                                                 | 2× 플래티넘 | 60,000*       |
| 벨기에 (BEA)                                                                                 | 플래티넘    | 50,000*       |
| 브라질 (Pro-Música Brasil)                                                                   | 플래티넘    | 250,000       |
| 캐나다 (뮤직 캐나다)                                                                         | 5× 플래티넘 | 500,000^      |
| 덴마크 (IFPI Danmark)                                                                        | 플래티넘    | 50,000^       |
| 핀란드 (Musiikkituottajat)                                                                   | 2× 플래티넘 | 90,779        |
| 프랑스 (SNEP)                                                                                | 2× 골드     | 200,000*      |
| 독일 (BVMI)                                                                                  | 3× 골드     | 450,000^      |
| 헝가리 (MAHASZ)                                                                              | 골드        | 10,000^       |
| 이탈리아 (FIMI) sales since 2009                                                             | 플래티넘    | 50,000        |
| 일본 (RIAJ)                                                                                  | 플래티넘    | 200,000^      |
| 멕시코 (AMPROFON)                                                                            | 골드        | 75,000^       |
| 네덜란드 (NVPI)                                                                              | 플래티넘    | 80,000^       |
| 뉴질랜드 (RMNZ)                                                                              | 3× 플래티넘 | 45,000^       |
| 노르웨이 (IFPI 노르웨이)                                                                     | 플래티넘    | 40,000*       |
| 폴란드 (ZPAV)                                                                                | 플래티넘    | 40,000*       |
| 대한민국                                                                                     | —           | 49,483        |
| 스페인 (PROMUSICAE)                                                                          | 플래티넘    | 100,000^      |
| 스웨덴 (GLF)                                                                                 | 2× 플래티넘 | 120,000^      |
| 스위스 (IFPI 스위스)                                                                         | 2× 플래티넘 | 80,000^       |
| 영국 (BPI)                                                                                   | 7× 플래티넘 | 2,100,000     |
| 미국 (RIAA)                                                                                  | 6× 플래티넘 | 6,000,000^    |
| 요약                                                                                         |             |               |
| 유럽 (IFPI)                                                                                  | 3× 플래티넘 | 3,000,000*    |
| *판매량을 기반으로 한 인증 · ^출하량을 기반으로 한 인증 · 판매량+스트리밍을 기반으로 한 인증 |             |               |